# Centaurea nallihanensis
Centaurea nallihanensis — вид квіткових рослин айстрових (Asteraceae). Ендемік Туреччини.